# Siergiej Warnawski
Siergiej Walerjewicz Warnawski, ros. Сергей Валерьевич Варнавский (ur. 17 lutego 1960 w Ust-Kamienogorsku, Kazachska SRR) – radziecki i rosyjski hokeista pochodzenia kazachskiego.

## Kariera zawodnicza
- Torpedo Ust'-Kamienogorsk (1977-1981)
- Spartak Moskwa (1981-1988)
- Torpedo Ust'-Kamienogorsk (1988-1989)
- Kristałł Elektrostal (1989-1990)
- Podhale Nowy Targ (1990-1991)
- HK Jesenice (1991-1992)

Wychowanek klubu Torpedo Ust'-Kamienogorsk. Karierę kontynuował w moskiewskim Spartaku, którego był wieloletnim zawodnikiem. W jego barwach zagrał 259 meczów, w których zdobył 10 punktów za 69 goli i 41 asyst. Wychowanek W wieku juniorskim w barwach ZSRR wystąpił na mistrzostwach Europy do lat 18 w 1977. W 1990 został zawodnikiem Podhala Nowy Targ (wraz z nim Michaił Zacharau i Siergiej Ziemczenko). Następnie grał w słoweńskiej drużynie z Jesenic, której trenerem był Władimir Krikunow (wówczas grał z nim Sergejs Povečerovskis),
Po zakończeniu kariery jest trenerem grup dziecięco-juniorskich w szkole sportowej w Królewcu.

## Sukcesy
Reprezentacyjne
- Srebrny medal mistrzostw Europy juniorów do lat 18: 1977 z ZSRR

Klubowe
- Srebrny medal mistrzostw ZSRR: 1982, 1983, 1984 ze Spartakiem Moskwa
- Brązowy medal mistrzostw ZSRR: 1986 ze Spartakiem Moskwa
- Puchar Spenglera: 1985 ze Spartakiem Moskwa
- Brązowy medal mistrzostw Polski: 1991 z Podhalem Nowy Targ
- Złoty medal mistrzostw Słowenii: 1992 z Jesenicami